# Mank (Film)
Mank ist eine US-amerikanische Filmbiografie von David Fincher, die am 4. Dezember 2020 von Netflix veröffentlicht wurde. Der Regisseur widmet sich in seinem Film der wahren Geschichte des Hollywood-Drehbuchautors Herman J. Mankiewicz, gespielt von Gary Oldman, und dessen Streitigkeiten mit Regisseur Orson Welles über das Drehbuch für Citizen Kane, ein Film aus dem Jahr 1941. Das Drehbuch schrieb Jack Fincher, der verstorbene Vater des Regisseurs. Im Rahmen der Oscarverleihung 2021 erhielt der Film in zehn Kategorien eine Nominierung, so als bester Film, David Fincher für die beste Regie und Gary Oldman als bester Hauptdarsteller und gewann am Ende in zwei technischen Kategorien (Kamera, Szenenbild).

## Handlung
1940 wird der Drehbuchautor Herman J. „Mank“ Mankiewicz auf einer abgelegenen Ranch nahe Victorville in der Mojave-Wüste, 85 Meilen nordöstlich von Los Angeles, einquartiert. Begleitet wird er von der für ihn engagierten Sekretärin Mrs. Rita Alexander und der Pflegerin Freda, denn Mank hatte einen Autounfall und ist beim Laufen auf Krücken angewiesen. Der unter seinen Kollegen als abgehalftert geltende Alkoholiker Mank wurde von dem gefeierten jungen Theaterregisseur Orson Welles mit dem Schreiben eines Drehbuchs für dessen ersten Kinofilm beauftragt. Eine Geschichte über einen reichen Mann soll es sein, die aus mehreren Blickwinkeln erzählt wird. Mank soll in der Abgeschiedenheit von Victorville auf der Ranch North Verde und fern von jeglichen Ablenkungen diesen Job in den ihm zur Verfügung stehenden 60 Tagen hinbekommen. Um den Fortschritt zu überprüfen, stattet John Houseman, der von Welles beauftragte Produzent des geplanten Films, Mankiewicz regelmäßig Besuche ab. Der wird nach anfänglichen Durchhängern äußerst produktiv und diktiert, zumeist im Bett liegend, Mrs. Alexander sein Drehbuch.
Mank lässt nicht zuletzt seine eigenen Erfahrungen in Hollywood einfließen, im Wechsel mit den Szenen im Jahr 1940 werden diese als Rückblenden gezeigt. Der Journalist aus New York wurde Ende der 1920er-Jahre nach Hollywood als Autor gelockt und befreundete sich 1930 mit der Schauspielerin Marion Davies, für die er eine Art platonische Liebe entwickelt. Über Davies wiederum lernte er ihren Geliebten, den mächtigen Geschäftsmann und Zeitungsverleger William Randolph Hearst, kennen. Mank wird Teil eines Freundeskreises von einflussreichen Männern, darunter auch den MGM-Chefs Louis B. Mayer und Irving Thalberg, und belustigt die Anwesenden mit seinen sarkastischen und mitunter provozierenden Kommentaren. Er nimmt an exklusiven Partys auf Hearst Castle teil, wo beispielsweise über den Nationalsozialismus geplaudert wird. Die meisten sehen ihn als harmloses und vorübergehendes Phänomen, der jüdische Mayer fürchtet um seine Kinoeinnahmen aus Deutschland, wenn es dort unruhig sei. Mayer betrachtet Mank als – wenn auch unzuverlässiges – Genie, und er wird bei MGM gut bezahlt, während viele seiner Bekannten inmitten der Great Depression verarmen.
Im Jahr 1934 tritt der sozialdemokratisch gesinnte Schriftsteller Upton Sinclair bei den kalifornischen Gouverneurswahlen an, und Mankiewicz sympathisiert mit dessen Zielen. Hearst und Mayer fahren allerdings eine Schmierkampagne gegen Sinclair, die unter anderem durch bei MGM gedrehte Filmchen unterstützt wird, in denen Sinclair als gefährlicher Kommunist gezeichnet wird. Die Filmchen wurden von dem mit Mank befreundeten und an Parkinson erkrankten Regisseur Metcalf inszeniert, der diese als letzten Strohhalm gesehen und – als eigentlicher Unterstützer Sinclairs – schlechten Gewissens gedreht hat. Mankiewicz versucht die Propagandafilmchen zu stoppen, aber dazu reicht sein Einfluss nicht. Am Ende siegt Sinclairs Kontrahent Frank Merriam, bei der Feier im Kreise der reichen Republikaner kann Mank nur schwer seine Enttäuschung verbergen. Metcalf tötet sich noch am Wahlabend, offensichtlich von seiner Krankheit und dem Verrat an seinen eigenen Idealen geplagt.
Mankiewiczs Selbsthass und Alkoholprobleme verschärfen sich, doch seine Frau Sara hält trotzdem weiter zu ihm und sucht ihn zu unterstützen, wo es nur geht. In Abwesenheit von Sara erscheint Mank eines Abends volltrunken auf einer Party im Hearst Castle und lässt seiner angestauten Wut freien Lauf: Er schlägt den Anwesenden einen Film vor, der das Leben von William Randolph Hearst zum Thema haben soll. Hearst wirft er vor, seine anfänglichen Ideale verraten zu haben, sich der sozialen Realitäten zu verweigern und Marion wie eine Gefangene auf Hearst Castle zu halten. Mayer ist erzürnt und verrät Mank, dass Hearst insgeheim stets die Hälfte von seinem Gehalt bei MGM gezahlt habe. Hearst erzählt Mank eine Allegorie über einen Straßenorgelspieler und seinen Affen, der zur Musik der Orgel tanzt. So macht er Mank klar, dass er immer nur der Hofnarr auf Hearst Castle war, und verweist ihn dann des Hauses.
Mit seinem Drehbuch für Welles hofft der in Ungnade gefallene Mank, wieder in Hollywood Fuß zu fassen. Doch Manks Drehbuch, zunächst America betitelt und dann als Citizen Kane verfilmt, ist auch zu einer ganz persönlichen Abrechnung mit Hearst und einem anti-liberalen Hollywood geworden: Unverkennbar lassen sich Parallelen zwischen Hearst und der Hauptfigur Kane ziehen. Mank kann schließlich einen Entwurf vorlegen, den Houseman als brillant bezeichnet, aber auch wegen seiner nichtlinearen Erzählform als zu anspruchsvoll ansieht. Er will sich allerdings nicht reinreden lassen und bezeichnet das Drehbuch als das Beste, was er je geschrieben habe. Die Gerüchte um das Drehbuch kochen in Hollywood hoch, Hearst und Mayer versuchen eine Verfilmung zu verhindern. Hermans jüngerer Bruder Joseph, dem der berufliche Aufstieg bei MGM geglückt ist, und schließlich auch Marion Davies, die viele in der von Kane geförderten und untalentierten Sängerin Susan Alexander in Citizen Kane wiederzuerkennen meinen, versuchen Mank mit Versprechungen zum Rückzug seines Drehbuchs zu überreden, doch er bleibt standfest. Mankiewicz verlangt schließlich auch, entgegen den ausdrücklichen Vertragsbedingungen neben Welles in den Credits als Drehbuchautor genannt zu werden, was Welles zu einem gewaltsamen Wutausbruch provoziert, dann aber widerwillig von ihm akzeptiert wird. Citizen Kane wird in neun Sparten für den Oscar nominiert und erhält die Auszeichnung für das beste Originaldrehbuch, doch keiner von beiden erscheint bei der Verleihung.

## Historischer Hintergrund

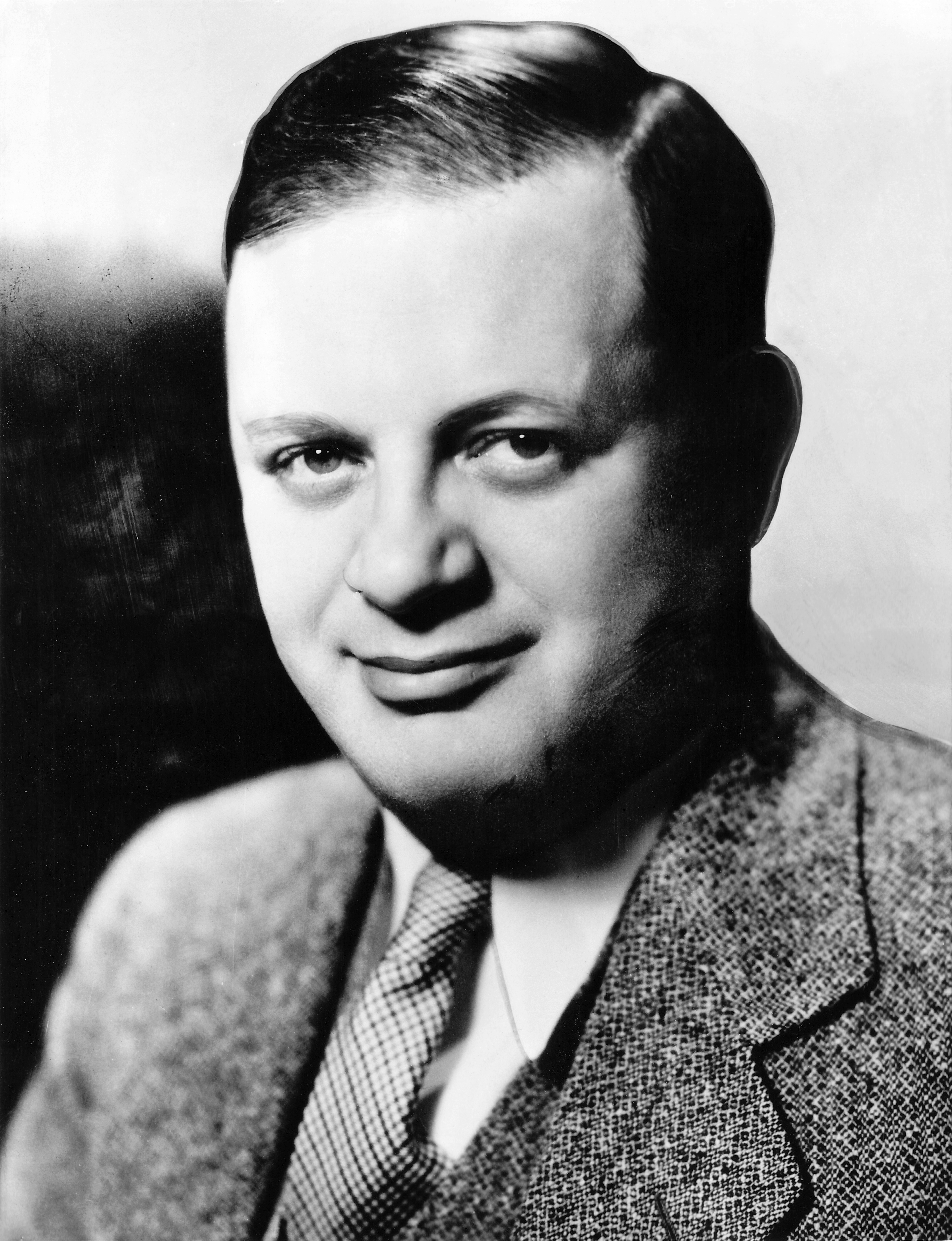
Der Drehbuchautor Herman J. Mankiewicz

Der US-Amerikaner Herman J. Mankiewicz war ein angesehener Autor in der Filmbranche, arbeitete an Drehbüchern von Dutzenden von Filmen und wurde oft gebeten, die Drehbücher anderer Autoren zu überarbeiten. Er arbeitete an einigen berühmten Hollywood-Filmen seiner Zeit, so an Dinner um acht, Der große Wurf und The Wizard of Oz, auch wenn er für letztere Arbeit keine Credits als Drehbuchautor erhielt. Er soll zwischen 1929 und 1935 in über 25 Filmprojekten involviert gewesen sein. Mankiewicz arbeitete inmitten des Studiosystems, in dem nur wenige Filmstudios einen großen Teil des Marktes beherrschten – darunter auch Metro-Goldwyn-Mayer, das von dem konservativen Republikaner Mayer geleitet wurde, der wie im Film dargestellt tatsächlich einen Hang zu theatralischen Auftritten hatte. Kreative Filmschaffende mussten dabei immer um ihren Freiraum kämpfen. Hier können wohl auch Bezüge zum Hollywood des Jahres 2020 gesetzt werden, das heute (unter anderem durch Disneys Wachstum) wieder so monopolistisch wie seit Jahrzehnten nicht mehr ist.
Mankiewicz hatte Mitte der 1930er-Jahre seinen Karrierehöhepunkt erlebt. Anschließend konnte er nur noch wenige Drehbücher umsetzen und war damit zu der Entstehungszeit von Citizen Kane in einer schwierigen Situation, wie Mank auch darstellt. Er fungierte auch als Co-Autor des Originaldrehbuchs für Citizen Kane. Anfang des Jahres 1940 zog sich Mankiewicz gemeinsam mit John Houseman auf die North Verde Ranch am Mojave River im kalifornischen Victorville zurück, die später zur Kemper Campbell Ranch wurde. Hier arbeiteten sie 12 Wochen lang in aller Abgeschiedenheit an den ersten beiden Entwürfen des Drehbuchs. Es gab einen großen Streit zwischen ihm und Orson Welles bezüglich der Credits. Schließlich verfügte die Screen Writers Guild gemeinsame Credits, wobei Mankiewicz' Name an erster Stelle stand. Für seine Arbeit wurde Mankiewicz gemeinsam mit Welles mit einem Oscar ausgezeichnet. In der Nacht der Oscarverleihung waren weder Welles noch Mankiewicz vor Ort. Welles hielt sich in Brasilien auf, um sein letztlich unvollendetes Filmprojekt It's All True vorzubereiten während Mankiewicz in letzter Minute beschlossen hatte, zu Hause zu bleiben.
Ob Mankiewicz oder Welles die Idee hatte, sich in dem Drehbuch zu Citizen Kane an Hearst zu orientieren, ist bis heute umstritten. Die Entstehung von Citizen Kane wird bis heute in der Öffentlichkeit hauptsächlich dem damals 25-jährigen Welles zugeschrieben, der durch Radio- und Theatererfolge bereits als „Wunderkind“ galt; Mankiewiczs Mitarbeit am Drehbuch blieb dagegen bis zu Pauline Kaels Essay Raising Kane von 1971 eher wenig beachtet. Kael betonte die Wichtigkeit von Mankiewiczs Mitarbeit und auch Jack Finchers Drehbuch stärkt diese Position. Diese liegt vor allem nahe, da Mankiewicz lange tatsächlich häufiger Gast bei Hearsts Feiern war – wenngleich Finchers Drehbuch diesen historischen Fakt etwas ausschmückt. Kaels Position, Mankiewicz als eindeutigen Hauptautor des Drehbuchs anzusehen, blieb allerdings auch nicht ohne Widerspruch – so ist die Frage, welche Anteile Welles und Mankiewicz an dem Drehbuch hatten, bis heute umstritten.
Die Figur des suizidalen Regisseurs Metcalf im Film ist komplett fiktional – die Propagandafilme, die vor der Wahl von Sinclair warnen sollten, gab es allerdings wirklich und wurden von dem erst 1965 gestorbenen Regisseur Felix E. Feist inszeniert.

## Produktion

### Vorgeschichte
Jack Fincher, Journalist und Vater des Regisseurs, verfasste das Drehbuch zu Mank bereits um das Jahr 1992 herum. In seiner ersten Version orientierte es sich stark an dem 1971 im New Yorker erschienenen Essay „Raising Kane“ von Pauline Kael. Darin vertrat die Filmkritikerin die Meinung, dass Mankiewicz der Hauptautor von Citizen Kane gewesen sein müsse. Später kam der Handlungsstrang, der von Upton Sinclairs gescheiterter Kandidatur erzählt, hinzu. Das Buch sollte ursprünglich bereits in den 1990er-Jahren im Auftrag von Polygram verfilmt werden, für die Hauptrollen waren zeitweise Kevin Spacey und Jodie Foster im Gespräch. Das Studio zog sich jedoch zurück, u. a. da David Fincher darauf bestand, den Film als Reverenz an Citizen Kane in Schwarzweiß zu drehen. Erst mit Netflix fand sich, lange nach Jack Finchers Tod 2003, ein Geldgeber für das Projekt.

### Stab, Besetzung und Synchronisation
| Rolle                   | Darsteller         | Synchronsprecher   |
| ----------------------- | ------------------ | ------------------ |
| Herman Mankiewicz       | Gary Oldman        | Udo Schenk         |
| Marion Davies           | Amanda Seyfried    | Magdalena Turba    |
| Ben Hecht               | Jeff Harms         | Peter Flechtner    |
| Charles Lederer         | Joseph Cross       | Konrad Bösherz     |
| David O. Selznick       | Toby Leonard Moore | Gerrit Schmidt-Foß |
| Fräulein Frieda         | Monika Gossmann    | Monika Gossmann    |
| Irving Thalberg         | Ferdinand Kingsley | Tobias Nath        |
| John Houseman           | Sam Troughton      | Bernhard Völger    |
| Joseph L. Mankiewicz    | Tom Pelphrey       | Arne Stephan       |
| Louis B. Mayer          | Arliss Howard      | Frank Röth         |
| Orson Welles            | Tom Burke          | Martin Kautz       |
| William Randolph Hearst | Charles Dance      | Lutz Riedel        |

Regie führte David Fincher. Es handelt sich um seinen ersten Film seit Gone Girl – Das perfekte Opfer aus dem Jahr 2014.
Im Juli 2019 wurde bekannt, dass Gary Oldman die Titelrolle von Herman J. Mankiewicz übernimmt. Es handelt sich um seine erste Hauptrolle seit Die dunkelste Stunde, für die er als bester Hauptdarsteller mit einem Oscar ausgezeichnet wurde. Mitte Oktober 2019 gab Fincher die weitere Besetzung bekannt. Amanda Seyfried spielt Marion Davies. Lily Collins spielt Rita Alexander, Tuppence Middleton übernahm die Rolle von Sara Mankiewicz. Tom Pelphrey spielt Joseph L. Mankiewicz, den jüngeren Bruder des Drehbuchautors, Orson Welles wird von Tom Burke gespielt und der Filmproduzent Irving Thalberg von Ferdinand Kingsley. Die Schauspielerin Leven Rambin übernahm die Rolle von Eve.
Die deutsche Synchronisation entstand nach einem Dialogbuch und der Dialogregie von Marius Clarén im Auftrag der Interopa Film GmbH, Berlin.

### Dreharbeiten und Bildbearbeitung
Die Dreharbeiten zu dem Schwarzweißfilm begannen im November 2019. Im Dezember 2019 wurde größtenteils auf der Kemper Campbell Ranch in der kalifornischen Stadt Victorville gedreht. Die Ranch, auf die sich Mankiewicz 80 Jahre zuvor gemeinsam mit John Houseman zurückgezogen hatte, war ursprünglich unter dem Namen North Verde Ranch bekannt. Als Kameramann fungierte Erik Messerschmidt, als Filmeditor der Oscar-Preisträger Kirk Baxter, als Kostümbildnerin Trish Summerville, und das Szenenbild stammt von Donald Graham Burt.
Mank soll wie ein zeitgenössischer Film aussehen. Um dies zu erreichen, drehte Fincher den Film zwar digital in hoher Auflösung. Anschließend wurden die Aufnahmen jedoch in einem absurden Ausmaß bearbeitet, um dem Material das weichere Aussehen von Film zu geben. Hierbei gingen nach Finchers Schätzung rund zwei Drittel der Auflösung verloren. Zudem wurden kleine Kratzer sowie Überblendungszeichen hinzugefügt. Diese kleinen Stellen in der oberen rechten Bildecke signalisierten früher den Filmvorführern, wann beim Vorführen mit zwei Projektoren auf die andere Maschine umgeschaltet werden musste. Fincher hatte solche „Cue Marks“ bereits in seinem Film Fight Club populär gemacht.

### Filmmusik und Sounddesign
Die Filmmusik komponierten Trent Reznor und Atticus Ross, mit denen Fincher auch bei Gone Girl zusammenarbeitete. Da Fincher dem Film den Look und Sound eines alten, längst vergessenen Films verleihen wollte, verwendeten Reznor und Ross nur Instrumente aus den 1940er Jahren, um den Soundtrack entsprechend der Kulisse des Films zu komponieren. Die Musik der alten Schule besitze „Hollywood“-Flair, so Kritiker. Anne Thompson von IndieWire erinnert die Orchesterpartitur an die Musik von Bernard Herrmann für Citizen Kane.
Im Oktober 2020 stellten Reznor und Ross ein 11-minütiges „first listen“ vor, unter anderem bei YouTube. Das komplette Soundtrack-Album mit insgesamt 52 Musikstücken wurde am 4. Dezember 2020 von The Null Corporation als Download veröffentlicht.
Das Sounddesign verantwortete Ren Klyce. Wie das Filmmaterial, sollte auch der Ton wie aus der Zeit, in der er spielt, klingen. Das Ergebnis ist der knisternde Sound alter Filme, so Scott Feinberg. Fincher erklärte, sie hätten diesen Effekt als „Patina“ bezeichnet.

### Marketing und Veröffentlichung
Anfang September 2020 wurde erstes Bildmaterial veröffentlicht, im Oktober 2020 ein erster Trailer. Nach einem Start in ausgewählten US-Kinos am 13. November 2020 wurde der Film am 4. Dezember 2020 von Netflix veröffentlicht.

## Rezeption

### Altersfreigabe
In den USA erhielt der Film von der MPAA ein R-Rating, was einer Freigabe ab 17 Jahren entspricht. In Deutschland wurde der Film von der FSK ab 12 Jahren freigegeben.

### Kritiken
Der Film konnte bislang 83 Prozent der Kritiker bei Rotten Tomatoes überzeugen, bei einer durchschnittlichen Bewertung von 7,6 der möglichen 10 Punkte.
Eric Kohn von IndieWire erklärt, Mank gewähre keinen genauen Blick hinter die Kulissen der Kane-Produktion oder wirklich viel Einblick in die Art und Weise, wie die beiden Männer an dem sprichwörtlich größten Film aller Zeiten zusammengearbeitet haben. Stattdessen lege David Fincher seinen Fokus auf etwas anderes. Auf einer bestimmten Ebene positioniere der Film Kane als eine Art künstlerische und sehr persönliche Rache von Herman J. Mankiewicz, der nicht nur aus William Randolph Hearsts innerem Kreis mächtiger Figuren der Unterhaltungsbranche verstoßen wurde, sondern möglicherweise auch wütend auf ein System ist, das Gier belohnt. Fincher habe Überstunden gemacht, um eine umfängliche und vielschichtige Charakterstudie zu zeichnen. Das Ergebnis sei sein bester Film seit The Social Network und eines seiner kühnsten Filmexperimente seit Benjamin Button. Die Ranch, auf die sich Mankiewicz zurückgezogen hat, diene als dessen eigenes Xanadu, und die Auftritte der Besucher ermöglichten Fincher eine differenzierte Aufschlüsselung, inwieweit das Projekt eine Bedrohung für die Welt darstellt, die den Autor aufgebaut hat.
Owen Gleiberman von Variety schreibt, der Film greife in seinen Rückblenden in die 1930er Jahre Themen auf, die eine unheimliche Parallele zu heute haben: „Der Kampf der Filmstudios um die Rückkehr der Menschen in die Kinos während der Depression; die demokratische Gouverneurskampagne von 1934 von Upton Sinclair, dem Mann-des-Volkes-Schriftsteller, der sich als eine Art Bernie Sanders seiner Zeit präsentiert.“ Dennoch fragt sich Gleiberman, warum ein Film, der sich 20 Minuten Upton Sinclair widmet, keine einzige Szene enthält, in der Mankiewicz und Welles die Idee für Citizen Kane erarbeiten.

### Auszeichnungen (Auswahl)
Vom American Film Institute wird Mank zu einem der zehn „Movies of the Year 2020“ gezählt. Im Folgenden eine Auswahl weiterer Nominierungen und Auszeichnungen.
AACTA International Awards 2021
- Nominierung für die Beste Regie (David Fincher)
- Nominierung für das Beste Drehbuch (Jack Fincher)
- Nominierung als Bester Hauptdarsteller (Gary Oldman)
- Nominierung als Beste Nebendarstellerin (Amanda Seyfried)[46]

Alliance of Women Film Journalists Awards 2020
- Nominierung als Beste Nebendarstellerin (Amanda Seyfried)
- Nominierung für das Beste Originaldrehbuch (Jack Fincher)
- Nominierung für die Beste Kamera (Erik Messerschmidt)[47]

American Society of Cinematographers Awards 2021
- Auszeichnung für die Beste Kameraarbeit bei einem Kinofilm (Erik Messerschmidt)[48]

Art Directors Guild Awards 2021
- Auszeichnung in der Kategorie Period Film (Donald Graham Burt)[49]

Boston Society of Film Critics Awards 2020
- Runner-up in der Kategorie Beste Nebendarstellerin (Amanda Seyfried)
- Runner-up in der Kategorie Beste Filmmusik (Trent Reznor und Atticus Ross)[50]

British Academy Film Awards 2021
- Nominierung für das Beste Originaldrehbuch (Jack Fincher)
- Nominierung für die Beste Filmmusik (Trent Reznor und Atticus Ross)
- Nominierung für die Beste Kamera (Erik Messerschmidt)
- Auszeichnung für das Beste Szenenbild (Donald Graham Burt und Jan Pascale)
- Nominierung für die Besten Kostüme (Trish Summerville)
- Nominierung für das Beste Make-up und die besten Frisuren[51][52]

Capri Hollywood Awards 2021
- Auszeichnung als Beste Nebendarstellerin (Amanda Seyfried)
- Auszeichnung für die Beste Kamera (Erik Messerschmidt)
- Auszeichnung für das Beste Szenenbild (Donald Graham Burt)[53]

Chicago Film Critics Association Awards 2020
- Auszeichnung für die Beste Art Direction
- Nominierung als Beste Nebendarstellerin (Amanda Seyfried)
- Nominierung für die Beste Kamera (Erik Messerschmidt)
- Nominierung für die Beste Filmmusik (Trent Reznor und Atticus Ross)
- Nominierung für das Beste Kostümdesign[54][55]

Critics’ Choice Movie Awards 2021
- Auszeichnung für das Beste Szenenbild (Donald Graham Burt & Jan Pascale)
- Nominierung als Bester Film
- Nominierung für die Beste Regie (David Fincher)
- Nominierung für das Beste Originaldrehbuch (Jack Fincher)
- Nominierung als Bester Hauptdarsteller (Gary Oldman)
- Nominierung als Beste Nebendarstellerin (Amanda Seyfried)
- Nominierung für die Beste Kamera (Erik Messerschmidt)
- Nominierung für den Besten Schnitt (Kirk Baxter)
- Nominierung für die Besten Kostüme (Trish Summerville)
- Nominierung für das Beste Make-up
- Nominierung für die Besten visuellen Effekte
- Nominierung für die Beste Filmmusik (Trent Reznor und Atticus Ross)[56]

Directors Guild of America Awards 2021
- Nominierung für die Beste Spielfilmregie (David Fincher)[57]

Eddie Awards 2021
- Nominierung für den Besten Schnitt in einem Filmdrama (Kirk Baxter)[58]

Florida Film Critics Circle Awards 2020
- Auszeichnung für die Beste Kamera (Erik Messerschmidt)
- Auszeichnung in der Kategorie Art Direction/Production  (Dan Webster)
- Nominierung für das Beste Drehbuch (Jack Fincher)[59][60]

Golden Globe Awards 2021
- Nominierung als Bester Film
- Nominierung für die Beste Regie (David Fincher)
- Nominierung für das Beste Drehbuch (Jack Fincher)
- Nominierung als Bester Hauptdarsteller (Gary Oldman)
- Nominierung als Beste Nebendarstellerin (Amanda Seyfried)
- Nominierung für die Beste Filmmusik (Trent Reznor und Atticus Ross)[61]

Golden Reel Awards 2021
- Nominierung für den Besten Tonschnitt bei Dialogen[62]

Guldbaggen 2021
- Nominierung in der Kategorie Bester ausländischer Film[63]

London Critics’ Circle Film Awards 2021
- Nominierung für die Beste Regie (David Fincher)
- Nominierung für das Beste Drehbuch (Jack Fincher)
- Nominierung als Beste Nebendarstellerin (Amanda Seyfried)
- Nominierung für die Beste technische Leistung (Donald Graham Burt)[64]

Los Angeles Film Critics Association Awards 2020
- Auszeichnung für das Beste Szenenbild (Donald Graham Burt)
- Runner-Up als Beste Nebendarstellerin (Amanda Seyfried)[65]

Make-Up Artists and Hair Stylists Guild Awards 2021
- Nominierung für das Beste historische Make-up (Gigi Williams & Michelle Audrina Kim)
- Nominierung für die Besten historischen Frisuren (Kimberley Spiteri & Colleen LaBaff)[66]

National Society of Film Critics Awards 2021
- Runner-up als Beste Nebendarstellerin (Amanda Seyfried)[67]

Online Film Critics Society Awards 2021
- Nominierung als Beste Nebendarstellerin (Amanda Seyfried)
- Nominierung für den Besten Schnitt (Kirk Baxter)
- Nominierung für die Beste Kamera (Erik Messerschmidt)
- Nominierung für die Beste Filmmusik (Trent Reznor & Atticus Ross)[68]

Oscarverleihung 2021
- Auszeichnung für die Beste Kamera (Erik Messerschmidt)
- Auszeichnung für das Beste Szenenbild (Donald Graham Burt und Jan Pascale)
- Nominierung als Bester Film (Ceán Chaffin, Eric Roth & Douglas Urbanski)
- Nominierung für die Beste Regie (David Fincher)
- Nominierung als Bester Hauptdarsteller (Gary Oldman)
- Nominierung als Beste Nebendarstellerin (Amanda Seyfried)
- Nominierung für die Beste Filmmusik (Trent Reznor und Atticus Ross)
- Nominierung für den Besten Ton (Ren Klyce, Jeremy Molod, David Parker, Nathan Nance und Drew Kunin)
- Nominierung für das Beste Kostümdesign (Trish Summerville)
- Nominierung für das Beste Make-up und die besten Frisuren (Gigi Williams, Kimberley Spiteri und Colleen LaBaff)

Palm Springs International Film Festival 2021
- Auszeichnung mit dem „Chairman’s Award“ (Gary Oldman)[69]

Producers Guild of America Awards 2021
- Nominierung als Bester Kinofilm (Ceán Chaffin, Eric Roth & Douglas Urbanski)[70]

Satellite Awards 2020
- Auszeichnung als Beste Nebendarstellerin (Amanda Seyfried)
- Auszeichnung für die Beste Kamera (Erik Messerschmidt)
- Auszeichnung für das Beste Szenenbild (Donald Graham Burt, Chris Craine, Dan Webster & Jan Pascale)
- Nominierung für die Beste Regie (David Fincher)
- Nominierung für das Beste Originaldrehbuch (Jack Fincher)
- Nominierung als Bester Hauptdarsteller – Drama (Gary Oldman)
- Nominierung für die Beste Filmmusik (Trent Reznor & Atticus Ross)
- Nominierung für den Besten Schnitt (Kirk Baxter)
- Nominierung für den Besten Tonschnitt (Ren Klyce, Jeremy Molod, David Parker, Nathan Nance & Drew Kunin)
- Nominierung für die Besten visuellen Effekte (Wei Zheng, Simon Carr, James Pastorius & Pablo Helman)
- Nominierung für das Beste Kostümdesign (Trish Summerville)

Saturn Awards 2021
- Nominierung als Bester Thriller
- Nominierung als Bester Hauptdarsteller (Gary Oldman)
- Nominierung als Beste Nebendarstellerin (Amanda Seyfried)
- Nominierung für die Beste Musik (Trent Reznor & Atticus Ross)

Screen Actors Guild Awards 2021
- Nominierung als Bester Hauptdarsteller (Gary Oldman)[71]

Sunset Circle Awards 2020
- Auszeichnung für die Beste Kamera (Erik Messerschmidt)
- Nominierung als Bester Film
- Nominierung für die Beste Regie (David Fincher)
- Nominierung als Beste Nebendarstellerin (Amanda Seyfried)[72][73]

VES Awards 2021
- Auszeichnung für die Besten unterstützenden visuellen Effekte in einem Realfilm[74]